# هاكون هوف
هاكون هوف (بالنرويجية البوكمول: Håkon Hoff)‏ هو رئيس تحرير صحيفة نرويجي، ولد في 15 أبريل 1898 في Orkanger ‏ في النرويج، وتوفي بنفس المكان في 4 يوليو 1976.